# Darkstalkers: The Night Warriors
Darkstalkers: The Night Warriors (ヴァンパイア The Night Warriors, Vampire: The Night Warriors ) est un jeu vidéo de combat développé et édité par Capcom en juillet 1994 sur CP System II. C'est le premier jeu de la série Darkstalkers,.

## Système de jeu
À l'instar de la saga Street Fighter, Darkstalkers utilise une palette de 6 boutons: 3 pour les coups de poing, et 3 pour les coups de pied faible, moyen et fort. Quelques mouvement sont ajoutés, comme la capacité de bloquer les coups en l'air. Chaque personnage dispose d'une jauge de SUPER, se remplissant au fur et à mesure des coups portés. Elle permet d'effectuer une attaque plus puissante que les attaques basiques. Ladite jauge se vide si le joueur n'exécute pas rapidement l'attaque spéciale, ce qui empêche le joueur de la garder en réserve. 

## Développement
Capcom confia le développement du portage PlayStation de Darkstalkers: The Night Warriors à Psygnosis, dû à son inexpérience sur le support. Ce portage était initialement prévu pour avril 1995, mais fut reporté à l'année suivante, soit en même temps que le portage de Night Warriors: Darkstalkers' Revenge sur Saturn. Nintendo Pouvoir assiste à la rumeur d’un portage Super NES. La version 32X, quant à elle, fut annulée.

## Portages
- PlayStation : 1996
- PlayStation 2 : 2005, dans la compilation Vampire: Darkstalkers Collection